# 574
574 (DLXXIV) var ett normalår som började en måndag i den julianska kalendern.

## Händelser

### Okänt datum
- Kung Cleph avlider och langobarderna blir utan kung de följande tio åren.

## Födda
- Prins Shōtoku, Liangdynastin, Japan

## Avlidna
- 13 juli – Johannes III, född Catelinus, påve sedan 561.[1]